# Olaus Ekman
Olaus Jonæ Ekman, född 1639 i Ekeby,  Fellingsbro socken, död den 23 januari 1713 i Falun, var en svensk präst och pastoralteolog.

## Biografi

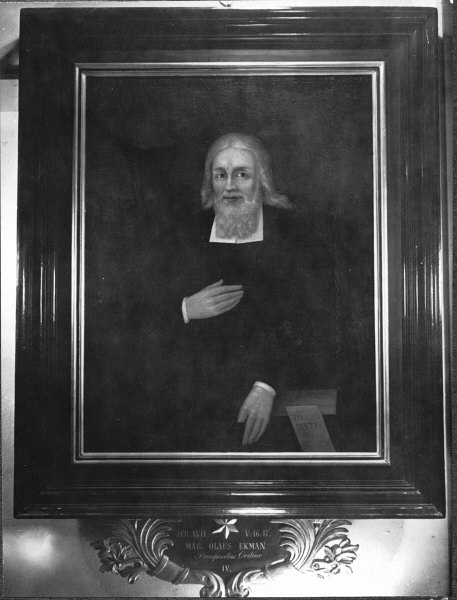
Porträttet av prosten Olaus Ekman i Falu Kristine kyrka, ett äldre svartvitt fotografi av okänt datum.

Olaus föräldrar var bondfolk, och avled när han ännu var mycket liten. För att kunna studera lämnade han sitt arv till syskonen, gick tre år Arboga skola, överflyttade till Västerås skola, och började sedan studierna vid Uppsala universitet.

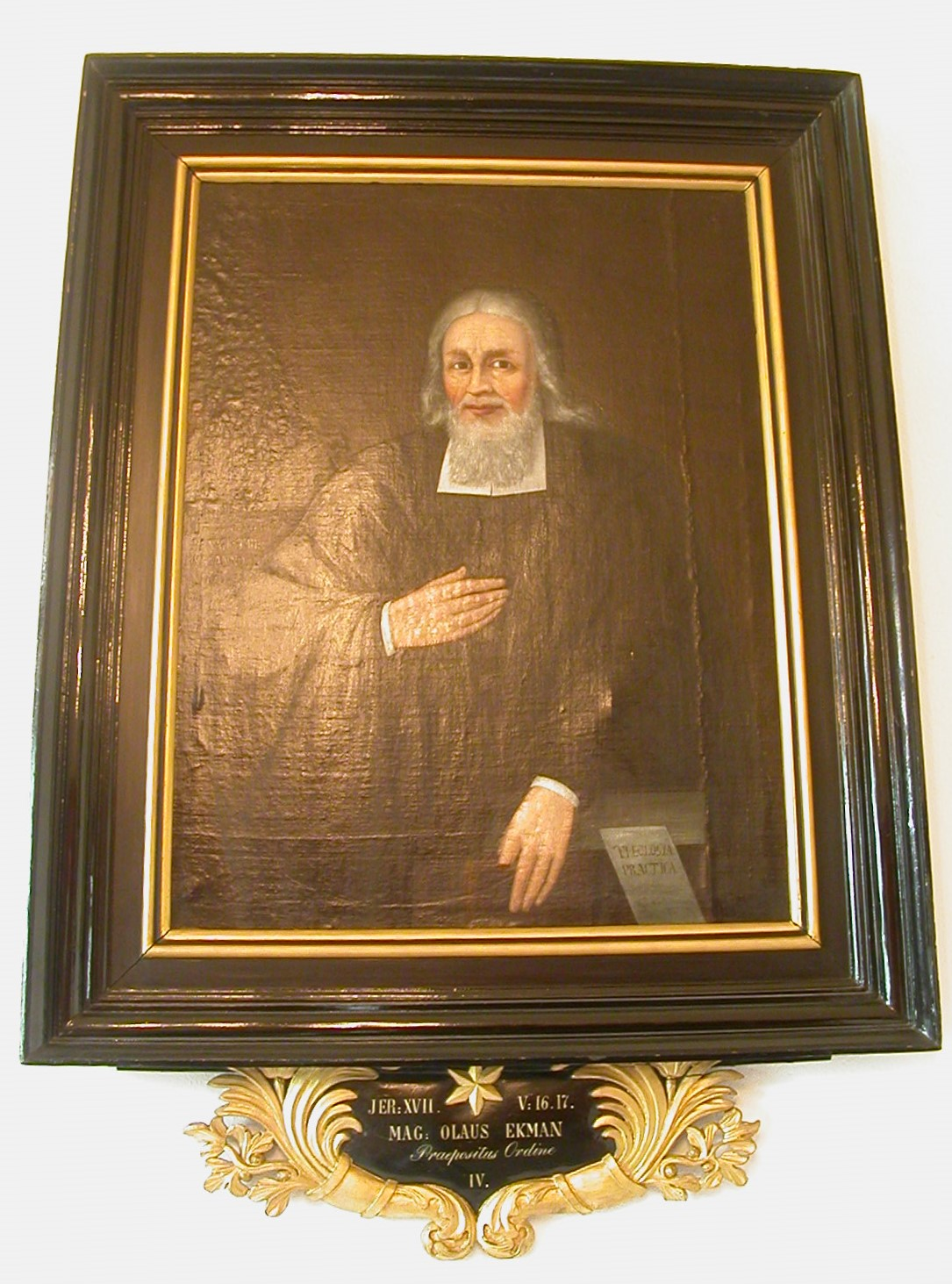
Olaus Jonæ Ekman, född 1639, död 1713. Porträttet av Olaus Ekman finns i Falu Kristine kyrka i Falu stad.

Ekman blev 1672 magister i Uppsala, och prästvigdes 1675 för att bli huspredikant hos riksrådet och fältmarskalken Henrik Horn af Marienborg och kom med denne till Livland. Han blev fältsuperintendent vid svenska hären i Livland, blev 1681 domprost i Strängnäs stift, och 1688 kyrkoherde i Falun. Han utnämndes 1692 till superintendent i Gotland, men undanbad sig tjänsten.
När Ekman var 1676 på resa från Livland till Sverige råkade han ut för en sex dagar lång storm och fartyget led skeppsbrott. Han gav då ett löfte till Gud att om han blev räddad i land skulle han författa något om den förfallna kristendomens förbättrande. Det ledde till en bok med den originella titeln SiöNödz-Löffte med undertiteln Aff twå Deelar, i then första föreställes then Förfalna Christendomen, i then andra wijsas på Medel aff Gudz Ord huru then Förfalna Christendomen kan förbättras och uprättas.  Gudi gjort i långligh Siönöd och effter egen ringa pund och Gåfwa betalt. Boken omfattar 540 sidor,  trycktes 1680 och utgavs i ny upplaga 1733 .
Boken har beskrivits som en svensk motsvarighet till Philipp Jacob Speners bekanta skrift Pia desideria och är alltså en pastoralteologisk programskrift i pietistisk anda. Han betonar hur det inte räcker med att ha en rätt dogmatisk trosuppfattning, det gäller också att ha ett helgat och förnyat hjärta. En kyrkoförsamling måste ha en allmän skola, folkligt medbestämmande och en strävan att utrota fattigdomen. Som kyrkoherde i Falun försökte Ekman organisera församlingslivet efter detta reformprogram.